# Holcocera minorella
Holcocera minorella é uma espécie de mariposa do gênero Holcocera pertencente à família Coleophoridae.